# Agar (stato)
Lo Stato di Agar fu uno stato principesco del subcontinente indiano, avente per capitale la città di Agar.

## Storia
Lo stato di Agar era parte del Sankheda Mehwas, sotto l'agenzia coloniale dell'Agenzia di Rewa Kantha. Esso venne retto da capi musulmani e comprendeva 27 villaggi in tutto. Su una superficie di 44 km², aveva una popolazione di 1 399 abitanti (nel 1901) e produceva una rendita annua di 10.746 rupie (in gran parte dalla terra agricola), di cui 143 venivano pagate allo Stato di Baroda di cui Agar era tributario.